# Evinta
Evinta è l'undicesimo album della band Doom metal inglese My Dying Bride, pubblicato nel 2011.

## Tracce

### Disco uno
1. In Your Dark Pavilion - 10:03
2. You Are Not the One Who Loves Me - 6:47
3. Of Lilies Bent With Tears - 7:10
4. The Distance; Busy With Shadows - 10:46
5. Of Sorry Eyes in March - 10:35

### Disco due
1. Vanité Triomphante - 12:22
2. That Dress and Summer Skin - 9:39
3. And Then You Go - 9:22
4. A Hand of Awful Rewards - 10:21

### Disco tre
1. The Music of Flesh - 7:05
2. Seven Times She Wept – 4:06
3. The Burning Coast of Regnum Italicum - 11:50
4. She Heard My Body Dying - 8:31
5. And All Their Joy Was Drowned - 10:15

## Formazione
- Aaron Stainthorpe - voce
- Jonny Maudling - pianoforte e tastiere
- Lucie Roche - voce femminile
- Alice Pembroke - viola
- Johan Baum - violoncello